# Hammarön
Hammarön é uma pequena ilha do Lago Vener, na província histórica da Varmlândia.
Pertence ao município de Hammarö, do Condado de Varmlândia.
Tem uma área de 48 km ², e uma população de 15 000 habitantes.